# Danaïden

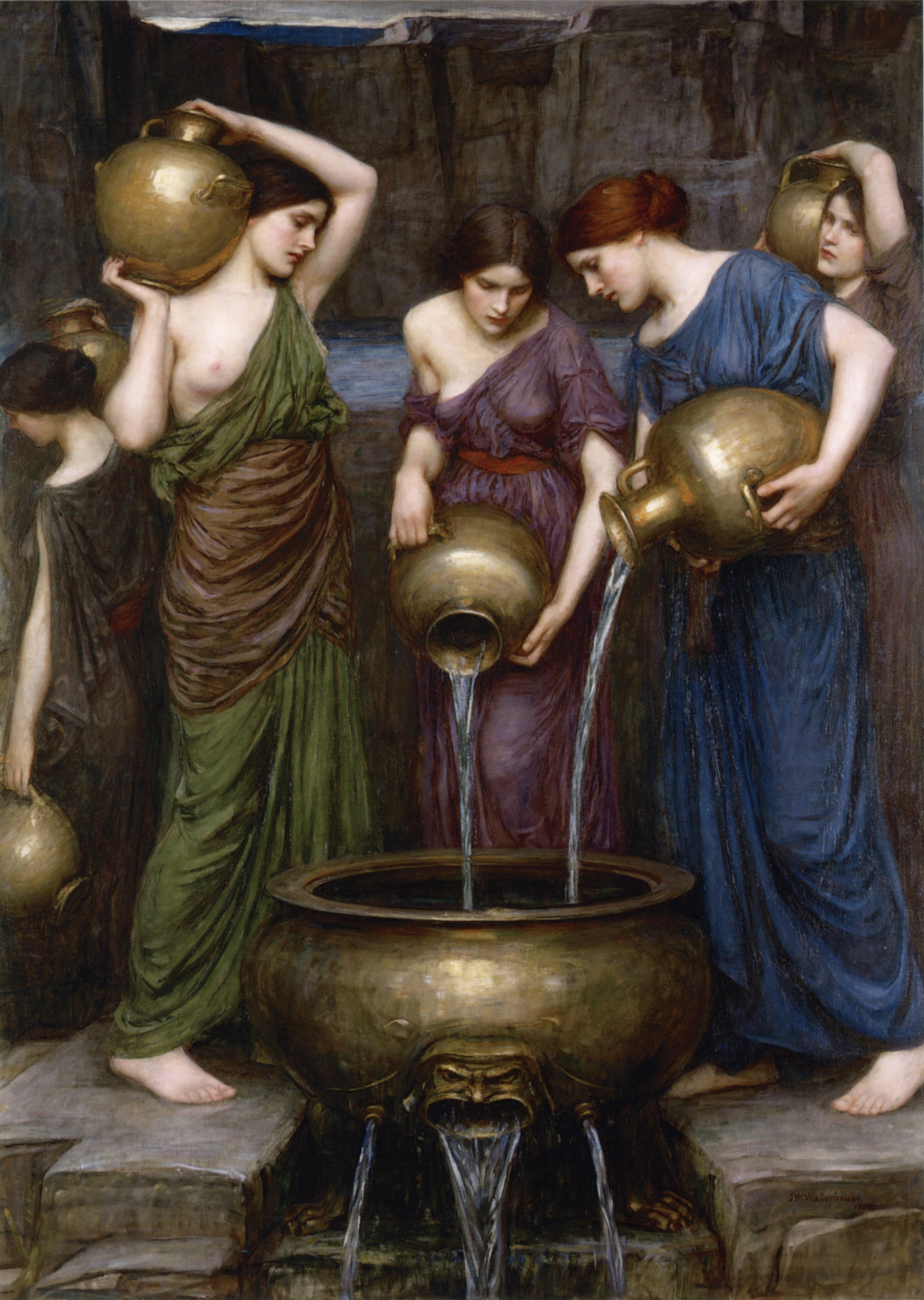
De Danaïden
(1903), John William Waterhouse, privécollectie

Danaïden noemt men de 50 dochters van koning Danaos van Libië.
Danaos nam met zijn 50 dochters de vlucht naar Argos, toen zijn tweelingbroer Aigyptos de meisjes wilde dwingen tot een huwelijk met zijn 50 zonen.
Toen zij ondanks hun verzet toch tot trouwen werden genoodzaakt, vermoordden alle Danaïden hun echtgenoten, behalve Hypermnestra, die haar man, Lygkeus, spaarde omdat zij echt van hem hield. Met dit paar begon het nieuwe koningsgeslacht van Argos, waarvan de bewoners voortaan "Danaoi" zouden heten.
Straf:
De overige Danaïden moesten voor straf te eeuwigen dage in de Onderwereld een bodemloos vat volscheppen (het Danaïdenvat).